# Плюсквамперфект
Плюсквамперфе́кт (от лат. plus quam perfectum — «больше, чем перфект» или «больше, чем совершённое»; в ряде описаний также давнопрошедшее время и предпрошедшее время, а также претеритперфект) — временная глагольная форма, основным значением которой обычно считается предшествование по отношению к некоторой ситуации в прошедшем. Относительное время.
Плюсквамперфект в русском языке употреблялся очень редко. Образовывался он двумя способами, которые различались только формой вспомогательного глагола: при помощи связки в форме аориста (бѣхъ) или имперфекта (бѧхъ) и причастия прошедшего времени на л: просилъ бѣхъ «я был тот, который просил», просили бѣхомъ «мы были те, которые просили».

## Образование
- английский язык — I had done (Past perfect) — [К тому времени], я уже сделал
- армянский язык — արել էի (Վաղակատար անցյալ)
- белорусский язык — быў чытаў (даўномінулы час)
- болгарский язык — бях чел «я прочитал»
- древнегреческий язык — ἐπεπαιδεύκη / ἐπεπαιδεύκειν (epepaideúkē / epepaideúkein)
- древнерусский язык — бѣахъ читалъ
- испанский язык — yo había hecho (Pretérito pluscuamperfecto)
- итальянский язык — avevo fatto «я сделал» / ero partito «я уехал» (Trapassato prossimo): вспомогательный глагол «avere» или «essere» в форме имперфекта + причастие прошедшего времени смыслового глагола
- латинский язык — lexeram; ornaveram (Plusquamperfectum)
- латышский язык — es biju izdarījis (saliktā pagātne)
- литовский язык — buvau padaręs
- македонский язык — бев прочитал (предминато време)
- немецкий язык — ich hatte es gemacht / ich war da gewesen (Plusquamperfekt)
- нидерландский язык — ik had het gedaan (Voltooid verleden tijd)
- новогреческий язык — είχα γράψει
- польский язык — zrobiłem był (czas zaprzeszły)
- португальский язык — no seu livro, o escritor contou dos países que visitara / tinha visitado. (в своей книге писатель рассказал о странах, в которых побывал.) (Pretérito mais-que-perfeito simples / Pretérito mais-que-perfeito composto)
- русский язык — я сделал был(о), тряхивал[3]. В южнорусских говорах образуется синтетически посредством приращения дополнительной приставки к форме прошедшего времени совершенного вида (позагрызла) или удвоения приставки данной формы (поповылезли).
- сербский язык — Ја сам био радио; или Ја бејах / бех радио. (я «был» работал)
- украинский язык — я був зробив (Давноминулий час)
- финский язык — minä olin opiskellut (Pluskvamperfekti) «я учил(а), теперь не учу»
- французский язык — j’avais fait (Plus-que-parfait)
- церковнославянский язык — неслъ бѧхъ (Я нёс)
- шведский язык — jag hade gjort (Pluskvamperfekt)

Аналогично в хинди, татарском, удмуртском и ряде других языков Европы и Азии.
Нередко плюсквамперфект образуется при помощи особого показателя неактуального прошедшего, добавляемого к словоформе прошедшего времени: например, в турецком, корейском и многих языках Африки и Океании.

## Семантика

### Предшествование в прошедшем
Взглянув на него, я вышел.

### Отменённый результат
Древнерусский язык:
- «И самъ бѧше пошелъ, но вороти …» (Ипатьевская летопись под 1159 годом)

В русском языке:
- Позавтракать уж было собралась, да призадумалась.

- Я было пошёл, да (но) вернулся.